# Henri Cochet
 (mai 2018).
Pour les articles homonymes, voir Cochet.
Henri Jean Cochet, né le 14 décembre 1901 à Villeurbanne et mort le 2 avril 1987 à Saint-Germain-en-Laye, est un champion de tennis français. Surnommé Le Magicien, il fut l'un des fameux « Quatre Mousquetaires » français qui dominèrent le tennis des années 1920 et du début des années 1930.
Champion de France en 1922, et vainqueur de 16 tournois du Grand Chelem dont 7 en simple à Roland-Garros, Wimbledon et l'US Open. Il est le seul joueur français, avec René Lacoste, à s'être imposé aux États-Unis. Il a également remporté six fois la Coupe Davis avec l'équipe de France entre 1927 et 1932, ce qui fait de lui le « Mousquetaire » ayant eu le plus de succès en simple.

## Biographie
Il est le fils de Gustave Cochet (1873-1962), gérant d'une société d'articles de sport originaire de Plomion dans l'Aisne, et d'Antoinette Gailleton. Son père s'installe en 1901 à Lyon avec sa femme et deviendra directeur du Tennis Club de Lyon. Henri s'initie au tennis vers l'âge de huit ou neuf ans avec sa sœur ainée. Durant la Guerre, les courts sont utilisés pour stationner des camions militaires, il ne reprend donc le tennis qu'en septembre 1919. Il s'entraîne régulièrement avec son patron, un soyeux lyonnais, qui est également le président du club de tennis. En 1920, il remporte contre ce dernier le championnat du Lyonnais. Il s'impose aussi à Saint-Étienne et Aix-les-Bains.
L'année suivante, il se rend à Paris afin d'y disputer les championnats de France Critérium sur courts couverts. Totalement inconnu des autres joueurs, il crée la surprise en se qualifiant pour la finale où il renverse Jean Borotra en cinq manches. Quelques mois plus tard, il gagne ceux sur terre battue. Son classement passe alors de 2/6 à -30. Pendant cette période, il effectue son service militaire au 84e régiment d'artillerie lourde à Lyon. En 1922, désigné comme n°4 français, il prend part aux championnats du monde sur courts couverts à Saint-Moritz. En finale, il bat une nouvelle fois Borotra après avoir remonté un déficit de deux sets. Il enchaîne trois mois plus tard par une nouvelle victoire cette fois-ci aux championnats sur terre battue du Royal Léopold Club de Bruxelles, son premier tournoi d'ampleur internationale. Il se distingue en enlevant les trois épreuves, le simple, le double avec Jean Borotra et le double mixte avec Suzanne Lenglen. Il devient ensuite Champion de France contre Jean Samazeuilh, puis no 1 français. Il fait cette année-là ses débuts en Coupe Davis avec André Gobert contre l'Australie à Boston, ainsi qu'à Wimbledon où il est quart de finaliste.
En 1923, il ouvre avec sa sœur une boutique d'articles de sport à Lyon qui le contraint à s'éloigner du tennis afin de développer au mieux son activité. Il parvient tout de même à défendre son titre aux championnats sur courts couverts disputés à Barcelone et à décrocher deux médailles d'argent lors des Jeux olympiques de Paris en 1924.

## Carrière
De retour sur les courts en 1926, Henri Cochet triomphe pour la première fois de Bill Tilden en quarts de finale à l'US Open et empêche l'Américain de remporter le tournoi pour la septième fois.
En 1927, il accomplit la performance de remporter Wimbledon après avoir été mené 2 manches à 0 successivement en quart de finale, demi-finale et finale, exploit seulement réédité en 2013. En demi-finale, il est mené 5-1 par Tilden dans le 3e set et il parvient à enchaîner 17 points consécutifs face à un joueur complètement démoralisé. En finale, il sauve huit balles de match contre Jean Borotra (record dans un tournoi du Grand Chelem).
Avec sa victoire à Paris et Forest Hills, Cochet devient numéro un mondial en 1928, et le restera pendant trois années consécutives. Il triomphe une nouvelle fois à Wimbledon en 1929 puis à Roland Garros pour la troisième et quatrième fois en 1930 et 1932.
Membre essentiel de l'équipe de France de Coupe Davis, il est sélectionné à 26 reprises de 1922 à 1933 et remporte 44 matchs sur 58 disputés (34-8 en simple et 10-6 en double).
Il passe professionnel en 1933 afin de pouvoir rencontrer Tilden. Il dispute ses premiers matchs lors d'une rencontre France-Etats-Unis à Roland-Garros en compagnie de Martin Plaa contre Tilden et Bruce Barnes. Il effectue un match d'adieu au Tennis-Monceau devant 1500 spectateurs contre Plaa afin de préparer sa première tournée en Amérique avec des rencontres prévues à Rio de Janeiro, Buenos Aires, Santiago, New York et Philadelphie où il retrouvera les champions Tilden et Vines. D'autres rencontres sont prévues en Europe à Berlin, Vienne, Rome et Madagascar. En 1938, il prend part à une tournée éprouvante en URSS.
Il se fait requalifier amateur pendant la guerre et atteint la finale des Championnats de France en 1943 à 42 ans. Cette année-là, il est nommé par Raymond Rodel directeur au service de la propagande générale pour le tennis français.
Tout comme notamment le champion de boxe Georges Carpentier, les acteurs Jacques Dufilho, Howard Vernon ainsi que le célèbre René Simon, il intervient sur la chaîne de télévision allemande Fernsehsender Paris.
Il reprend sa carrière en 1946 pour ne la terminer qu'au début des années 1950. En 1958, il est Champion International des vétérans en double avec Roland Journu.
Membre de l'International Tennis Hall of Fame depuis 1976, il a également été nommé officier de la Légion d'honneur en 1977, et président d'honneur de la Fédération française de tennis.

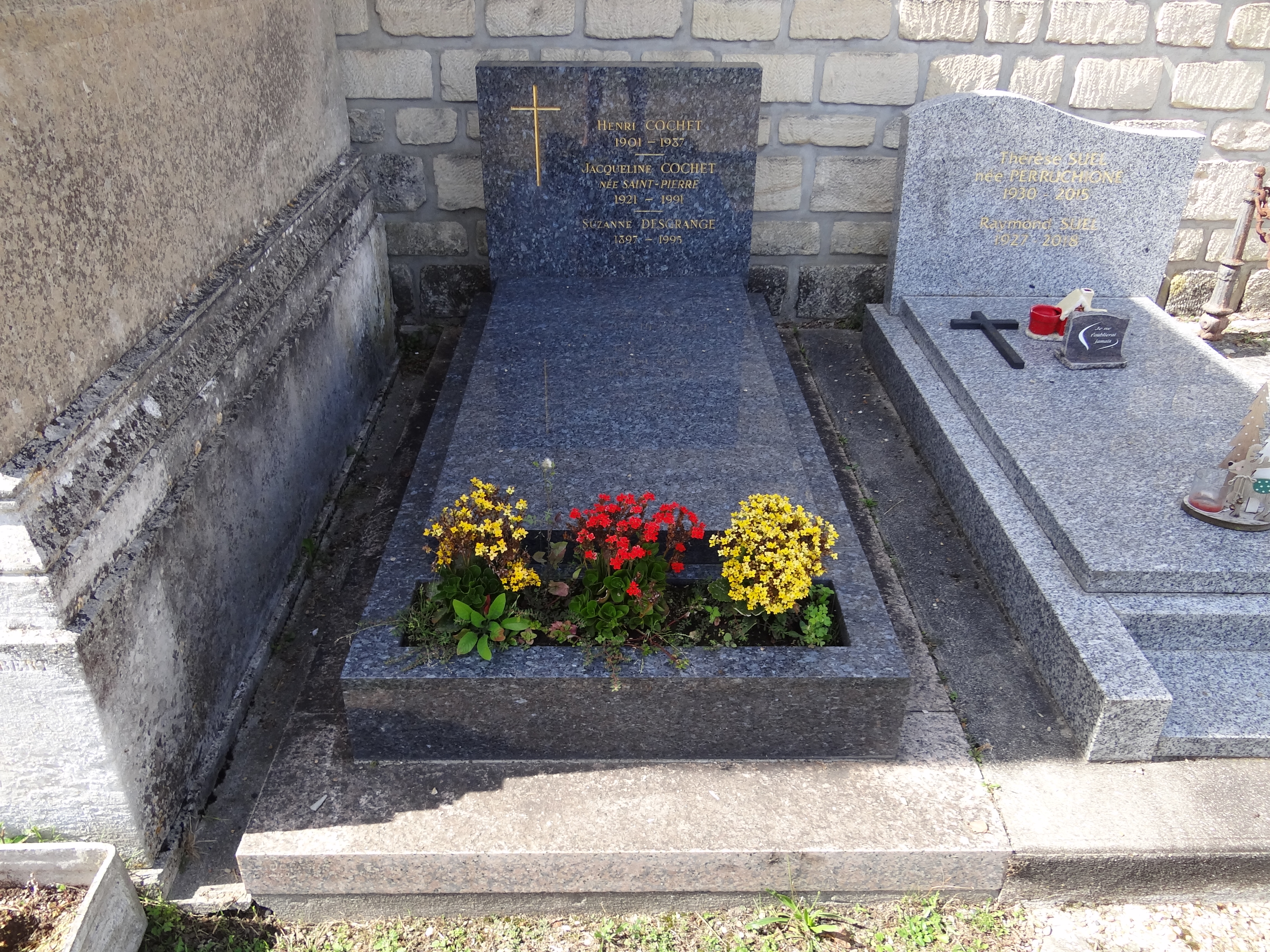
La tombe d'Henri Cochet au cimetière ancien de Saint-Germain-en-Laye (Yvelines).

Il donne encore des leçons de tennis dans les années 1970. Il meurt en 1987 à Saint-Germain-en-Laye après une longue maladie. Sa tombe se trouve au cimetière ancien de Saint-Germain-en-Laye.

## Palmarès (partiel)

### Titres en simple
|    | Date | Nom et lieu du tournoi                    | Cat.      | ($) | Surf.        | Finaliste               | Score                   |
| -- | ---- | ----------------------------------------- | --------- | --- | ------------ | ----------------------- | ----------------------- |
| 1  | 1922 | Championnat de France, Paris              |           |     | Terre (ext.) | Jean Samazeuilh         | 8-6, 6-3, 7-5           |
| 2  | 1926 | Internationaux de France de tennis, Paris | G. Chelem |     | Terre (ext.) | René Lacoste            | 6-2, 6-4, 6-3           |
| 3  | 1927 | The Championships, Wimbledon              | G. Chelem |     | Herbe (ext.) | Jean Borotra            | 4-6, 4-6, 6-3, 6-4, 7-5 |
| 4  | 1928 | Tournoi de Monte-Carlo, Monte-Carlo       |           |     | Terre battue | Béla von Kehrling       | 3-6, 2-6, 6-3, 6-3, 6-2 |
| 5  | 1928 | Internationaux de France de tennis, Paris | G. Chelem |     | Terre (ext.) | René Lacoste            | 5-7, 6-3, 6-1, 6-3      |
| 6  | 1928 | Los Angeles Tennis Open, Los Angeles      |           |     | Herbe (ext.) | Christian Boussus       | 2-6, 6-4, 6-3, 6-3      |
| 7  | 1928 | US Men's National Champ’s, Forest Hills   | G. Chelem |     | Herbe (ext.) | Francis Hunter          | 4-6, 6-4, 3-6, 7-5, 6-3 |
| 8  | 1929 | Tournoi de Monte-Carlo, Monte-Carlo       |           |     | Terre battue | Umberto de Morpurgo     | 8-6, 6-4, 6-4           |
| 9  | 1929 | The Championships, Wimbledon              | G. Chelem |     | Herbe (ext.) | Jean Borotra            | 6-4, 6-3, 6-4           |
| 10 | 1930 | Internationaux de France de tennis, Paris | G. Chelem |     | Terre (ext.) | Bill Tilden             | 3-6, 8-6, 6-3, 6-1      |
| 11 | 1931 | Tournoi de Monte-Carlo, Monte-Carlo       |           |     | Terre battue | George Lyttleton-Rogers | 7-5, 6-2, 6-4           |
| 12 | 1932 | Internationaux de France de tennis, Paris | G. Chelem |     | Terre (ext.) | Giorgio De Stefani      | 6-0, 6-4, 4-6, 6-3      |

### Finales en simple
|   | Date | Nom et lieu du tournoi          | Cat.      | ($) | Surf.        | Vainqueur        | Score                   |
| - | ---- | ------------------------------- | --------- | --- | ------------ | ---------------- | ----------------------- |
| 1 | 1924 | Jeux Olympiques d'été, Paris    | Olympic   | 0   | Terre (ext.) | Vincent Richards | 6-4, 6-4, 5-7, 4-6, 6-2 |
| 2 | 1928 | The Championships, Wimbledon    | G. Chelem |     | Herbe (ext.) | René Lacoste     | 6-1, 4-6, 6-4, 6-2      |
| 3 | 1931 | Internationaux d'Italie, Rome   |           |     | Terre battue | Patrick Hughes   | 6–4, 6–3, 6–2           |
| 4 | 1932 | The Championships, Wimbledon    | G. Chelem |     | Herbe (ext.) | Ellsworth Vines  | 6-4, 6-4, 6-4           |
| 5 | 1933 | Internationaux de France, Paris | G. Chelem |     | Terre (ext.) | Jack Crawford    | 8-6, 6-1, 6-3           |

### Titres en double
|   | Date | Nom et lieu du tournoi          | Cat.      | ($) | Surf.        | Partenaire      | Finalistes                       | Score                   |
| - | ---- | ------------------------------- | --------- | --- | ------------ | --------------- | -------------------------------- | ----------------------- |
| 1 | 1926 | The Championships, Wimbledon    | G. Chelem |     | Herbe (ext.) | Jacques Brugnon | Howard Kinsey Vincent Richards   | 7-5, 4-6, 6-3, 6-2      |
| 2 | 1927 | Internationaux de France, Paris | G. Chelem |     | Terre (ext.) | Jacques Brugnon | Jean Borotra René Lacoste        | 2-6, 6-2, 6-0, 1-6, 6-4 |
| 3 | 1928 | The Championships, Wimbledon    | G. Chelem |     | Herbe (ext.) | Jacques Brugnon | John Hawkes Gerald Patterson     | 13-11, 6-4, 6-4         |
| 4 | 1930 | Internationaux de France, Paris | G. Chelem |     | Terre (ext.) | Jacques Brugnon | Harry Hopman Jim Willard         | 6-3, 9-7, 6-3           |
| 5 | 1932 | Internationaux de France, Paris | G. Chelem |     | Terre (ext.) | Jacques Brugnon | Christian Boussus Marcel Bernard | 6-4, 3-6, 7-5, 6-3      |

### Finales en double
|   | Date | Nom et lieu du tournoi          | Cat.      | ($) | Surf.        | Vainqueurs                      | Partenaire      | Score                     |  |
| - | ---- | ------------------------------- | --------- | --- | ------------ | ------------------------------- | --------------- | ------------------------- |  |
| 1 | 1924 | Jeux Olympiques d'été, Paris    | Olympic   | 0   | Terre (ext.) | Francis Hunter · Bill Tilden    | Jacques Brugnon | 4-6, 6-2, 6-3, 2-6, 6-3   |  |
| 2 | 1925 | Internationaux de France, Paris | G. Chelem |     | Terre (ext.) | Jean Borotra René Lacoste       | Jacques Brugnon | 7-5, 4-6, 6-3, 2-6, 6-3   |  |
| 3 | 1926 | Internationaux de France, Paris | G. Chelem |     | Terre (ext.) | Vincent Richards Howard Kinsey  | Jacques Brugnon | 6-4, 6-1, 4-6, 6-4        |  |
| 4 | 1927 | The Championships, Wimbledon    | G. Chelem |     | Herbe (ext.) | Francis Hunter Bill Tilden      | Jacques Brugnon | 1-6, 4-6, 8-6, 6-3, 6-4   |  |
| 5 | 1928 | Internationaux de France, Paris | G. Chelem |     | Terre (ext.) | Jean Borotra Jacques Brugnon    | René de Buzelet | 6-4, 3-6, 6-2, 3-6, 6-4   |  |
| 6 | 1929 | Internationaux de France, Paris | G. Chelem |     | Terre (ext.) | Jean Borotra René Lacoste       | Jacques Brugnon | 6-3, 3-6, 6-3, 3-6, 8-6   |  |
| 7 | 1931 | Internationaux d'Italie, Rome   |           |     | Terre battue | Alberto Del Bono Patrick Hughes | André Merlin    | 3–6, 8–6, 4-6, 6-4, 6-3   |  |
| 8 | 1931 | The Championships Wimbledon     | G. Chelem | $   | Gazon (ext.) | George Lott John Van Ryn        | Jacques Brugnon | 6-2, 10-8, 9-11, 3-6, 6-3 |  |

### Titres en double mixte
|   | Date | Nom et lieu du tournoi                    | Cat.      | ($) | Surf.        | Partenaire     | Finalistes                   | Score         |
| - | ---- | ----------------------------------------- | --------- | --- | ------------ | -------------- | ---------------------------- | ------------- |
| 1 | 1927 | US Women's National Champ’s, Forest Hills | G. Chelem | 0   | Herbe (ext.) | Eileen Bennett | Hazel Hotchkiss René Lacoste | 6-2 6-0 6-3   |
| 2 | 1928 | Internationaux de France, Paris           | G. Chelem | 0   | Terre (ext.) | Eileen Bennett | Helen Wills Francis Hunter   | 3-6, 6-3, 6-3 |
| 3 | 1929 | Internationaux de France, Paris           | G. Chelem | 0   | Terre (ext.) | Eileen Bennett | Helen Wills Francis Hunter   | 6-3, 6-2      |

### Finales en double mixte
|   | Date | Nom et lieu du tournoi          | Cat.      | ($) | Surf.        | Vainqueurs                      | Partenaire     | Score    |
| - | ---- | ------------------------------- | --------- | --- | ------------ | ------------------------------- | -------------- | -------- |
| 1 | 1925 | Internationaux de France, Paris | G. Chelem | 0   | Terre (ext.) | Suzanne Lenglen Jacques Brugnon | Julie Vlasto   | 6-2, 6-2 |
| 1 | 1930 | Internationaux de France, Paris | G. Chelem | 0   | Terre (ext.) | Cilly Aussem Bill Tilden        | Eileen Bennett | 6-4, 6-4 |

Henri Cochet
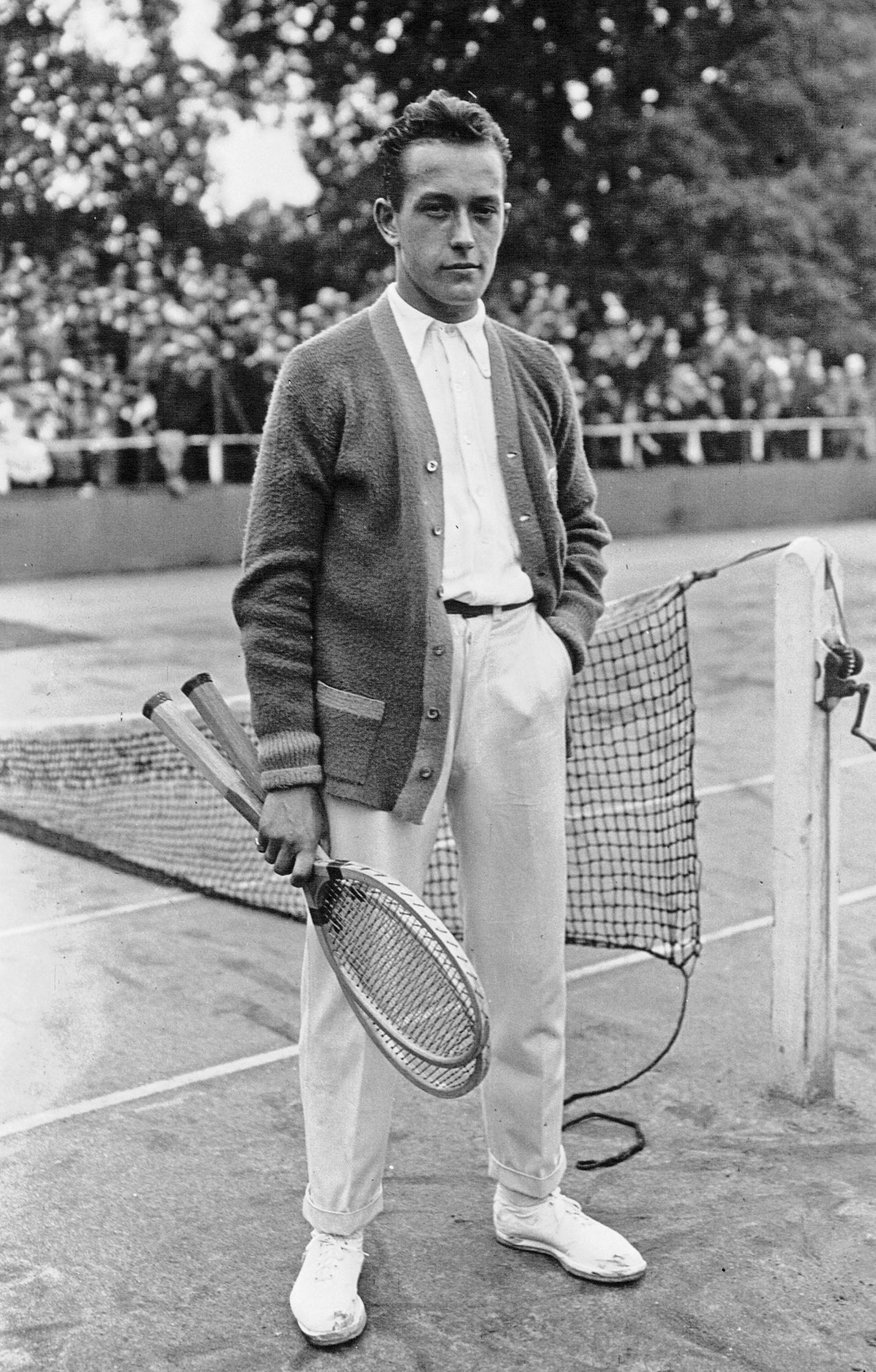
1922
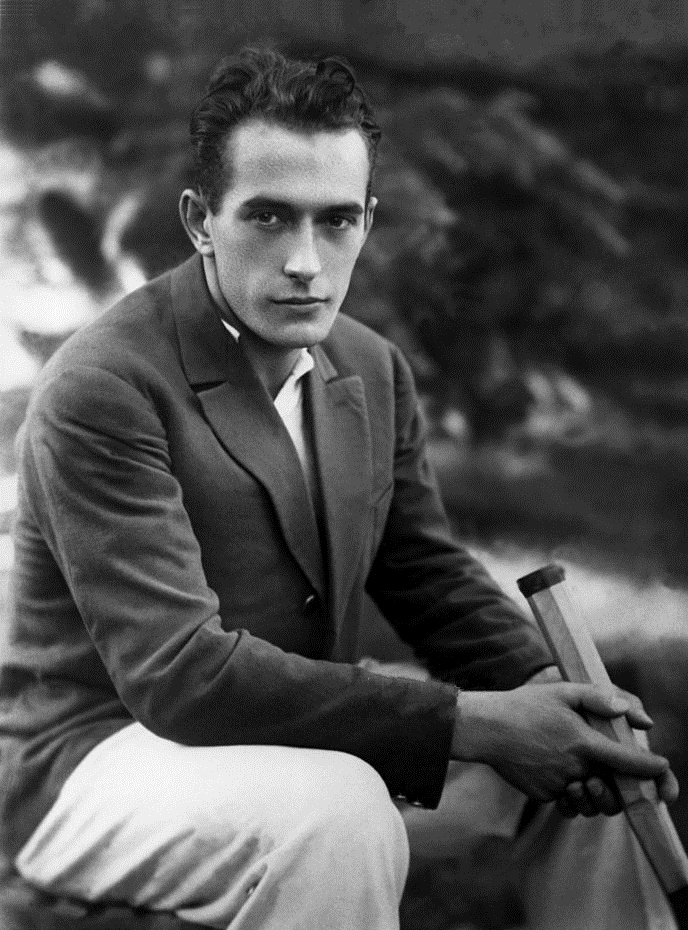
1924
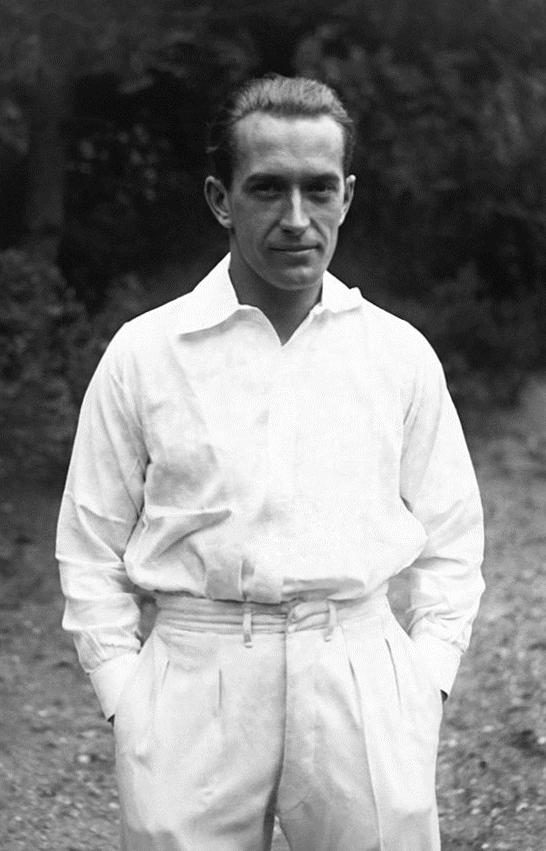
1929
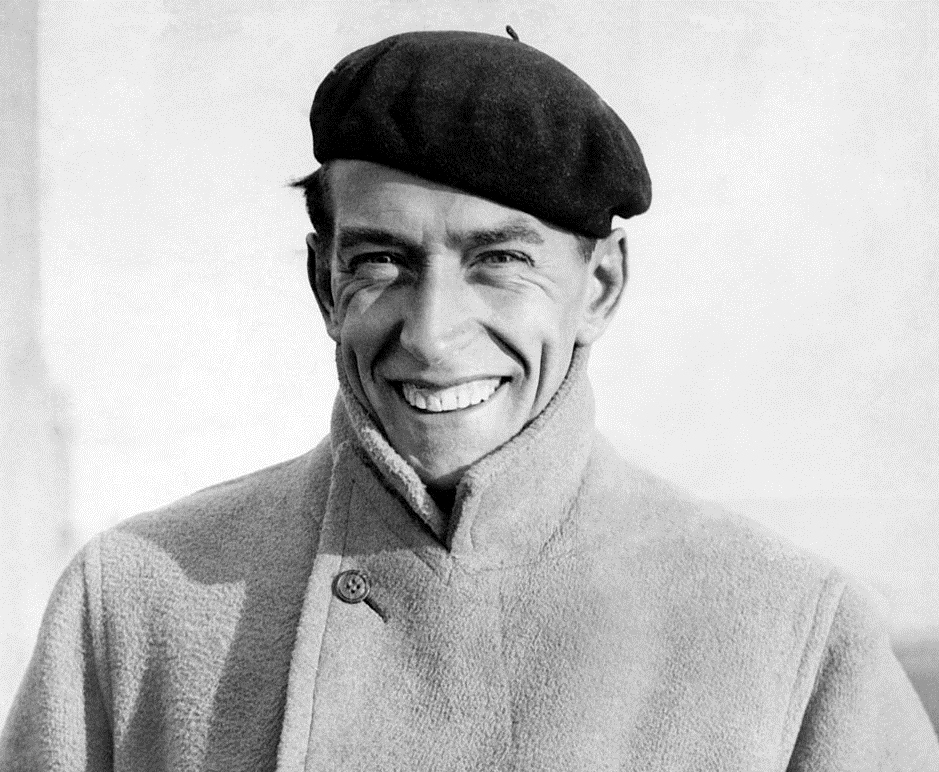
1930

## Publications
- Henri Cochet, Léon Granier, Double-match, Flasquelle, 1932
- Le tennis : sa technique et sa psychologie, Société parisienne d'édition, 1933
- The art of tennis, London, Jarrolds, 1935
- Sports - été, Correa, 1941
- Collectif, La Méthode d'initiation au tennis de Suzanne Lenglen, Gallimard, 1942
- Collectif, Le Tennis : méthode française officielle de l'enseignement élémentaire du tennis, suivie des règles du jeu, Bourrelier, 1959
- Henri Cochet, Pierre Albarran, Histoire du tennis, Librairie Arthème Fayard, 1960
- Le Tennis, Presses universitaires de France, 1964 (2e éd. 1967, 5e éd. 1981)
- Henri Cochet, Jacques Feuillet, Le Tennis de A à Z - une nouvelle méthode d'enseignement accéléré, La Table Ronde, 1966
- Henri Cochet, Jacques Feuillet, Tennis : Du jeu mondain au sport athlétique, Stock, 1980